# Liptovské Matiašovce
Liptovské Matiašovce és un poble i municipi d'Eslovàquia que es troba a la regió de Žilina, al centre-nord del país.

## Història
La primera menció escrita de la vila es remunta al 1416.

## Demografia
| Godina             | 1994 | 2004   | 2014   | 2024   |
| ------------------ | ---- | ------ | ------ | ------ |
| Nombre de persones | 303  | 289    | 299    | 321    |
| Diferència         |      | −4,62% | +3,46% | +7,35% |

| Godina             | 2023 | 2024   |
| ------------------ | ---- | ------ |
| Nombre de persones | 322  | 321    |
| Diferència         |      | −0,31% |